# Niełazokształtne
Niełazokształtne (Dasyuromorphia) – rząd australijskich ssaków z infragromady ssaków niższych (Metatheria).

## Występowanie
Występują na kontynencie australijskim, Tasmanii i Nowej Gwinei.

## Charakterystyka
Wszystkie niełazokształtne są czworonożne, tzn. poruszają się na czterech kończynach. Poza mrówkożerem wszystkie są zwierzętami drapieżnymi. Planigale ingrami z rodziny niełazowatych jest najmniejszym znanym torbaczem i jednym z najmniejszych ssaków świata. Wymarłe wilkoworowate osiągały ok. 30 kg masy ciała. Do najbardziej znanych niełazokształtnych należą diabeł tasmański, myszowór pędzloogonowy i niełaz plamisty.

## Systematyka
Do rzędu należą następujące rodziny:
- Thylacinidae Bonaparte, 1838 – wilkoworowate – takson wymarły
- Myrmecobiidae Waterhouse, 1841 – mrówkożerowate
- Dasyuridae Goldfuss, 1820 – niełazowate
- Malleodectidae Archer, Hand, Black, Beck, Arena, L.A.B. Wilson, Kealy & Hung, 2016 – takson wymarły

Opisano również rodzaje wymarłe nie sklasyfikowane w żadnej z powyższych rodzin:
- Ankotarinja Archer, 1976[17] – jedynym przedstawicielem był Ankotarinja tirarensis Archer, 1976
- Barinya Wroe, 1999[9]
- Dasylurinja Archer, 1982[18] – jedynym przedstawicielem był Dasylurinja kokuminola Archer, 1982
- Joculusium Wroe, 2001[19] – jedynym przedstawicielem był Joculusium muizoni Wroe, 2001
- Keeuna Archer, 1976[20] – jedynym przedstawicielem był Keeuna woodburnei Archer, 1976
- Mayigriphus Wroe, 1997[21] – jedynym przedstawicielem był Mayigriphus orbus Wroe, 1997
- Mutpuracinus Murray & Megirian, 2000[22] – jedynym przedstawicielem był Mutpuracinus archibaldi Murray & Megirian, 2000
- Wakamatha Archer & Rich, 1979[23] – jedynym przedstawicielem był Wakamatha tasselli Archer & Rich, 1979.

Dasyuromorphia są uważane za bezpośrednich potomków wyjściowej grupy Australidelphia, od której wywodzą się pozostałe torbacze australijskie i być może, południowoamerykańskie torbikowate. Badania DNA przeprowadzone przez Krajewski i in. (2000) wskazują na monofiletyzm niełazokształtnych.